# کونیگسبرگ
کونیگْسْبِرگ (به آلمانی: Königsberg) نام پیشین و اصلی شهر کنونی کالینینگراد (به روسی: Калининград) متعلق به فدراسیون روسیه است. این شهر شرقی‌ترین شهر بزرگ آلمان تا پیش از پیوست شدن به خاک اتحاد شوروی در پایان جنگ دوم جهانی بود. معنی واژه به واژه این شهر «شاه کوه» به معنای(کوه شاه) است.
این شهر به عنوان مرکز استان پروس خاوری در سال ۱۹۳۹ جمعیتی برابر با ۳۷۲،۱۶۴ نفر داشت که در پایان جنگ پس از نبرد کونیگسبرگ تنها ۶۸،۰۱۴ آلمانی نفر در آن ساکن بودند، که آن‌ها نیز مانند میلیون‌ها آلمانی دیگر رانده شدند.

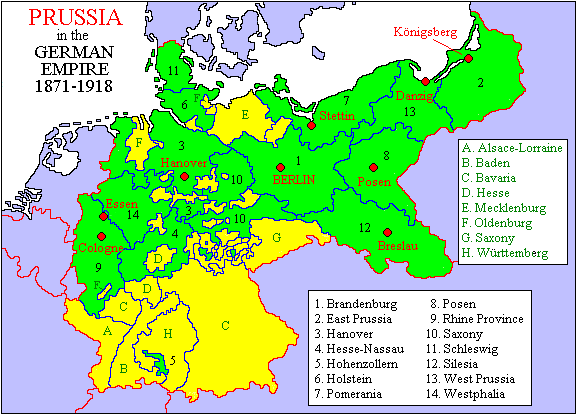
نقشه امپراتوری آلمان(۱۸۷۱-۱۹۱۸)که در آن استانهای پادشاهی پروس(رنگ سبز) شماره گذاری شده اند، کونیگسبِرگ در شرق امپراتوری و پادشاهی پروس در استان شماره ۲ (پروس خاوری) جای گرفته بود.

پس از ویرانی کامل بخش بزرگی از شهر در جنگ جهانی دوم و رانده شدن مردمان بومی آن توسط شوروی، در دوره برژنف به‌عنوان برنامه آلمانی‌زدایی، همگون‌سازی فرهنگی و روسی‌سازی، بسیاری از آثار کهن این شهر که نماد آلمانی بودن و به‌ویژه پروسی بودن زیرساخت و پیشینه آن بود از جمله دژ کونیگسبرگ که بیش از ۷۰۰ سال دیرینگی داشت و بدنه و دیواره های استوارش همچنان پابرجا بود  تمامش ویران شد، و برنامه ساخت شهری نو بر روی ویرانه‌های کونیگزبرگ با پیگیری هرچه بیشتر ادامه داشت و تا امروز نیز ادامه دارد.

## نام

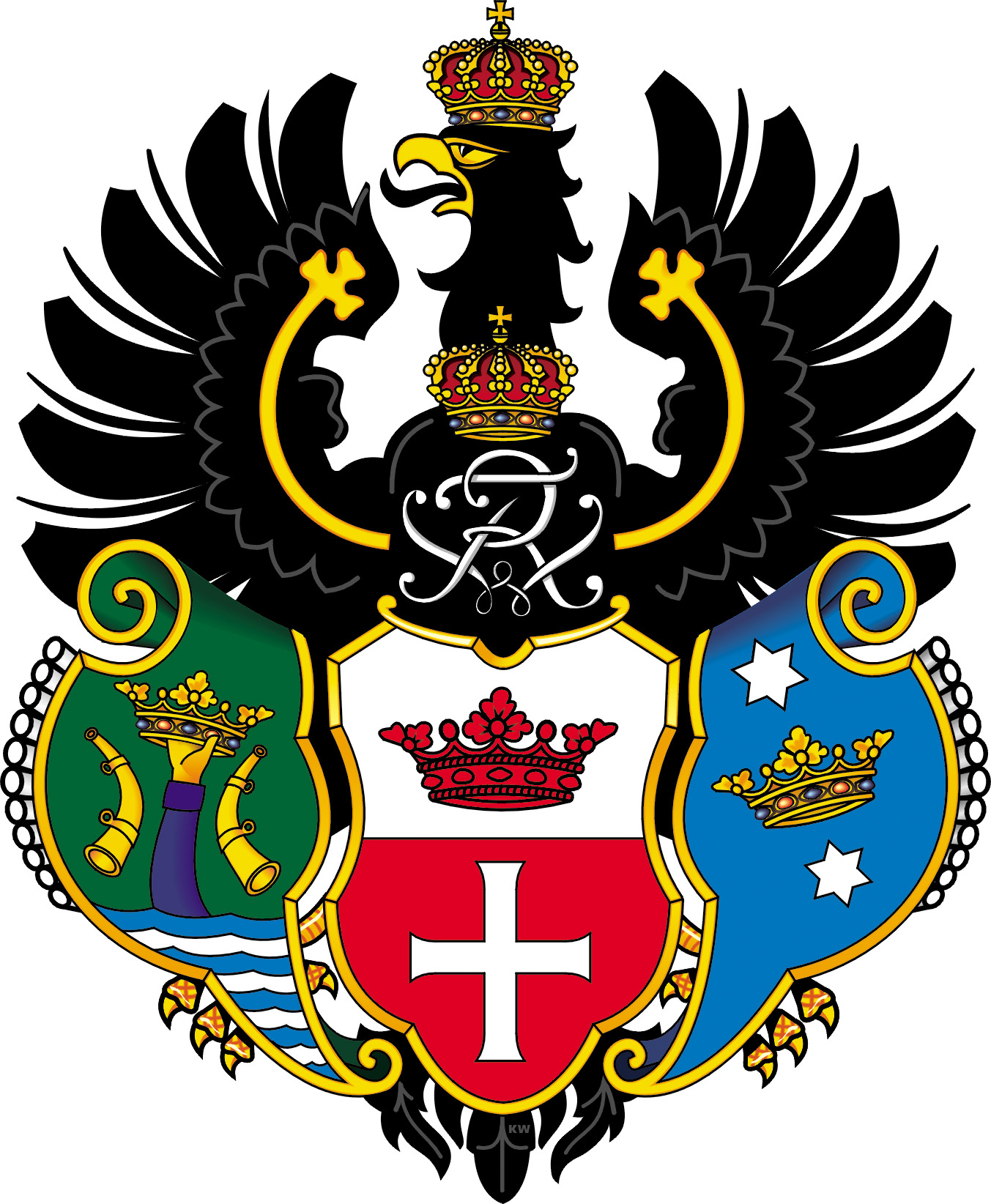
نشان شهر کونیگسبرگ

نام این شهر به زبان لاتین «رگیومونتیوم»، به لهستانی «کرولویس» و به لیتوانیایی «کارالیاچیوس» و به معنی «شاهکوه» بود.

## تاریخ
کونیگسبرگ به دست شوالیه‌های تتونیک در دوره جنگ‌های صلیبی شمالی در سال ۱۲۵۵ میلادی در بخش پروس قدیم بنیاد نهاده شد و به افتخار پرمیسل اوتاکار دوم پنجمین شاه بوهمیا نامگذاری شد.
کونیگسبرگ مرکز استان آلمانی پروس شرقی، پیش از آن دوک‌نشین پروس و پیشتر از آن ایالت طبقه تئوتونیک پروسی بود.
در تاریخ ریاضیات و توپولوژی، این شهر بخاطر مسئله پل‌های کونیگسبرگ مشهور است.
در جنگ جهانی دوم بمب‌افکنهای بریتانیا این شهر را تقریباً نابود کردند. در پی تصرف شهر به دست نیروهای شوروی، در سال ۱۹۴۶ شهر به نام میخائیل کالینین نام‌گذاری شد.

## مشاهیر
- یوهان گئورگ‌هامان
- امانوئل کانت
- کریستیان گلدباخ
- گوستاو کیرشهف
- داوید هیلبرت
- کریستین گلدباخ
- آرنولد زومرفلد
- اوتو براون
- کته کولویتز
- هانا آرنت
- گرهارد بارکهورن
- رودلف لیپشیتس
- زیمون داخ (Simon Dach)